# Tim Berkel
Pour les articles homonymes, voir Berkel (homonymie).
Tim Berkel de son nom complet Timothy Peter Van Berkel né le 28 juin 1984 à Albury en Australie est un triathlète professionnel multiple vainqueur sur triathlon Ironman et Ironman 70.3. Il remporte en 2016 le titre continental de champion d'Ironman Asie-Pacifique lors de l’Ironman Cairns.

## Biographie

### Jeunesse
Tim Berkel  commence le triathlon en 2001 et se lance en 2007, sur le circuit des triathlons longue distance.

### Carrière en triathlon
En 2016, Tim Berkel qui concourt à domicile, ne laisse pas passer la victoire et le titre de champion d'Asie-Pacifique d'Ironman, après avoir fini deux fois second en 2013 et 2014 sur l'Ironman Cairns, course support du titre continental. Il obtient cette victoire à l'issue d'une course où l'intensité tant sportive que dramatique fut de haut niveau, à cause de conditions météorologiques très dégradées,.
Un autre Australien, Clayton Fettell sort premier d'une partie natation et d'une mer très agitée, suivie par deux compatriotes, Pete Jacobs médaillé de bronze en 2015 et le champion en titre Luke McKenzie. Les trois impriment à l'avant de la course un tempo vélo très rapide, espérant créer des écarts significatifs afin d'éliminer un maximum de prétendants à la victoire. Cette agressivité permet à Luke McKenzie de prendre le commandement de la course, mais une crevaison l'empêche de mener au bout son effort et voit Clayton Fettell le doubler peu avant la seconde transition. Ce1er groupe est pris en chasse par plusieurs compétiteurs dont Tim Berkel, David Dellow, Brad Kahlefeldt et Luke Bell notamment qui affrontent également des conditions météorologiques entre fortes pluies et vents contraires pour essayer de réduire l'écart de six minutes avec la tête de course,.
La débauche d'effort déployée par les hommes du groupe de tête ne leur permettent pas de mener un marathon sur un rythme soutenu, Clayton Fettell et Luke McKenzie perdront rapidement du terrain pour ouvrir la porte d'un succès à Tim Berkel, sorti en 5e position de la seconde transition et qui réalise un marathon de haut niveau. Ce dernier remporte le titre en établissant un nouveau record de l'épreuve en 8 h 15 min 3 s,.

## Palmarès
Le tableau présente les résultats les plus significatifs (podium) obtenus sur le circuit international de triathlon depuis 2008.
| Année | Compétition                 | Pays           | Position          | Temps           |
| ----- | --------------------------- | -------------- | ----------------- | --------------- |
| 2017  | Ironman 70.3 Vietnam        | Viêt Nam       | Médaille d'or     | 3 h 56 min 19 s |
| 2016  | Ironman Cairns              | Australie      | Médaille d'or     | 8 h 15 min 3 s  |
| 2016  | Ironman Afrique du Sud      | Afrique du Sud | Médaille d'argent | 8 h 14 min 51 s |
| 2015  | Ironman Melbourne           | Australie      | Médaille d'argent | 8 h 7 min 57 s  |
| 2015  | Ironman 70.3 Sunshine Coast | Australie      | Médaille d'or     | 3 h 43 min 28 s |
| 2014  | Ironman 70.3 Busselton      | Australie      | Médaille d'or     | 3 h 43 min 7 s  |
| 2014  | Challenge Melbourne         | Australie      | Médaille d'or     | 3 h 52 min 37 s |
| 2012  | Ironman Australie           | Australie      | Médaille d'argent | 8 h 21 min 11 s |
| 2012  | Ironman 70.3 Mandurah       | Australie      | Médaille d'or     | 3 h 39 min 59 s |
| 2011  | Challenge Copenhagen        | Danemark       | Médaille d'or     | 8 h 11 min 15 s |
| 2011  | Ironman 70.3 Busselton      | Australie      | Médaille d'or     | 3 h 51 min 27 s |
| 2010  | Challenge Copenhagen        | Danemark       | Médaille d'or     | 8 h 7 min 39 s  |
| 2008  | Ironman Western Australia   | Australie      | Médaille d'or     | 8 h 7 min 6 s   |